# 紹拉馬區
13°38′28″S 73°52′36″W / 13.6410°S 73.8767°W
紹拉馬區（西班牙語：Distrito de Saurama），是秘魯的一個區，位於該國中南部阿亞庫喬大區的比爾卡斯瓦曼省，始建於1986年2月19日，面積95.2平方公里，海拔高度3,540米，2005年人口1,703，人口密度每平方公里18人。